# Invincible Eleven
Invincible Eleven is een Liberiaanse voetbalclub uit de hoofdstad Monrovia. De club was lange tijd de succesvolste van het land, maar de laatste titel dateert al van 2007; intussen heeft Mighty Barolle de club bijgebeend qua aantal titels.
George Weah, wereldvoetballer van het jaar in 1995, heeft 1 seizoen gespeeld bij deze club. In het seizoen 1986/1987 speelde de voormalig sterspeler 23 wedstrijden, waarin hij 24 keer wist te scoren.

## Erelijst
Landskampioen
1963, 1964, 1965, 1966, 1980, 1981, 1983, 1984, 1985, 1987, 1997, 1998, 2007
Beker van Liberia
1987, 1991, 1997, 1998